# Kurt Moens
Kurt Moens is een Vlaams politicus voor de N-VA en sinds eind 2018  eerste gedeputeerde van Oost-Vlaanderen.
Moens, die van opleiding opvoeder en leraar godsdienst is, zetelde sinds 2006 in de OCMW-raad van Evergem. Op 1 januari 2013 werd hij benoemd tot OCMW-voorzitter en schepen van sociale zaken in Evergem. Hij zetelt sinds dezelfde datum in de Oost-Vlaamse provincieraad. Op 3 december 2018 werd hij eerste gedeputeerde van de provincie Oost-Vlaanderen. Hij werd bij de gemeenteraadsverkiezingen van 2018 in Evergem herkozen maar nam geen nieuw schepenambt op en zetelt als raadslid voor de N-VA-fractie. Hij is nu actief bezig met de provincie van Oost-Vlaanderen.